# ليام والش
ليام والش (بالإنجليزية: Liam Walsh)‏ (15 سبتمبر 1997 في المملكة المتحدة - ) هو لاعب كرة قدم بريطاني في مركز الوسط. شارك مع منتخب إنجلترا تحت 16 سنة لكرة القدم ومنتخب إنجلترا تحت 18 سنة لكرة القدم. أما مع النوادي، فقد لعب مع نادي إيفرتون ويوفل تاون.

## وصلات خارجية
- ليام والش على موقع قاعدة بيانات كرة القدم.إي يو (الإنجليزية)
- ليام والش على موقع Soccerbase.com (لاعب) (الإنجليزية)